# Обидос, Хосефа де

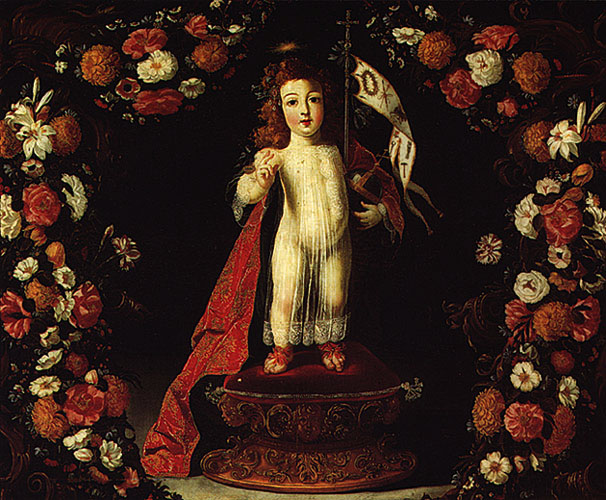
Хосефа де Обидос. Христос-Спаситель

Хосе́фа де О́бидос, в португальском произношении — Жозе́фа де О́бидуш, также подписывалась как Хосефа де Аяла (исп. Josefa de Óbidos, Josefa de Ayala, урожденная Josefa de Ayala Figueira; 1630, Севилья — 2 июля 1684, Обидуш) — португальская художница и график, крупнейшая представительница португальского барокко. Родилась в Испании.

## Биография
Мать — андалузка Катарина де Аяла-и-Кабрера, отец — португальский живописец Балтазар Гомиш Фигейра, родившийся в Обидуше и приехавший в Севилью совершенствоваться в искусстве, работал в мастерской Франсиско Эрреры. В 1634 году семья переехала в Португалию и поселилась в Пенише, затем в Коимбре и, наконец, в Обидуше. В Коимбре Хосефа поступила в обитель Св. Анны (1646), в 1653 году по неизвестным причинам её покинула. Работала в храмах и монастырях центральной Португалии (Алкобаса, Лиссабон, Обидуш, Кашкайш, Торриш-Ведраш, монастырь Баталья).
Погребена в храме Св. Петра в Обидуше.

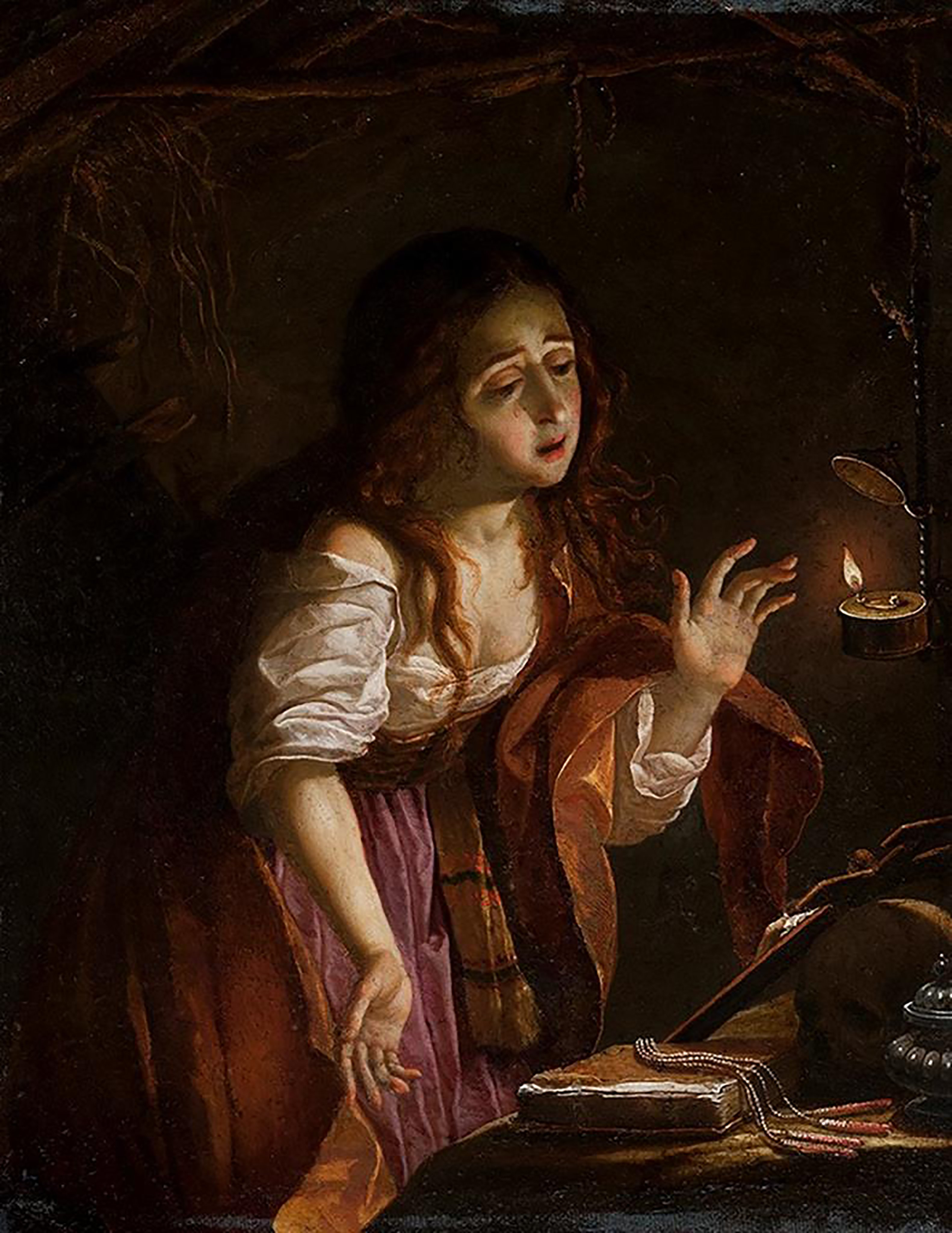
Мария Магдалина

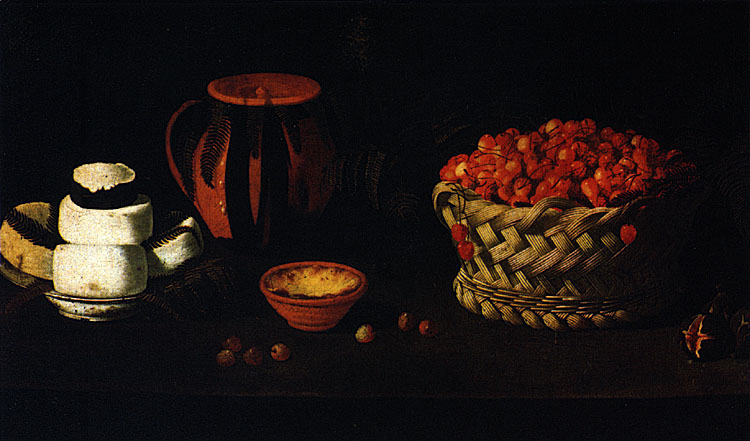
Натюрморт с черешней, сырами и посудой

## Творчество
Решающее воздействие на художницу оказал её отец. В её манере отмечают также влияние Сурбарана. Помимо живописи и графики на священные сюжеты, созданной по заказам монастырей и храмов, она выступала как портретист и автор натюрмортов, которые выполняла для частных заказчиков. Оставила портреты членов королевской семьи — королевы Марии-Франциски и её дочери доньи Изабель. Известна также своими гравюрами (в том числе, аллегорическими изображениями в книге уставов Коимбрского университета).